# Nivillac
Nivillac, bretonisch Nivilieg, ist eine französische Gemeinde mit 4874 Einwohnern (Stand: 1. Januar 2022) im Département Morbihan in der Region Bretagne. Sie gehört zum Arrondissement Vannes, zum Kanton Muzillac und zum Gemeindeverband Sud Bretagne. Die Einwohner werden Nivillacois(es) genannt.

## Geographie
Der Fluss Vilaine begrenzt die Gemeinde im Westen und Norden. Umgeben wird Nivillac von den Nachbargemeinden Béganne im Norden, Saint-Dolay im Osten, Missillac und Herbignac im Süden, La Roche-Bernard im Südwesten, Marzan im Westen und Péaule im Nordwesten.
Durch die Gemeinde führt die Route nationale 165.

## Geschichte
Menschliche Spuren sind bis ins Neolithikum zurückzuführen. Der Ortsname, vermutlich abgeleitet von Nociliacum, ist gallorömischen Ursprungs. Im 5. Jahrhundert wurde hier die Priorei „Notre-Dame de Moutonnas“ gegründet. Zerstört wurde sie während der Religionskriege und in der Zeit der Französischen Revolution. An sie erinnert heute ein Kreuz aus dem Jahre 1903.
| 1962  | 1968 | 1975 | 1982 | 1990 | 1999 | 2006 | 2011 | 2019 |
| ----- | ---- | ---- | ---- | ---- | ---- | ---- | ---- | ---- |
| 2.775 | 2727 | 2661 | 3103 | 3101 | 3192 | 3618 | 4146 | 4677 |

## Sehenswürdigkeiten
- Kirche Saint-Pierre-et-Saint-Paul
- Kapelle und Brunnen Saint-Cry
- Kapelle Sainte-Marie
- Domäne Bodeuc
- Windmühlen
- Morbihanbrücke über die Vilaine

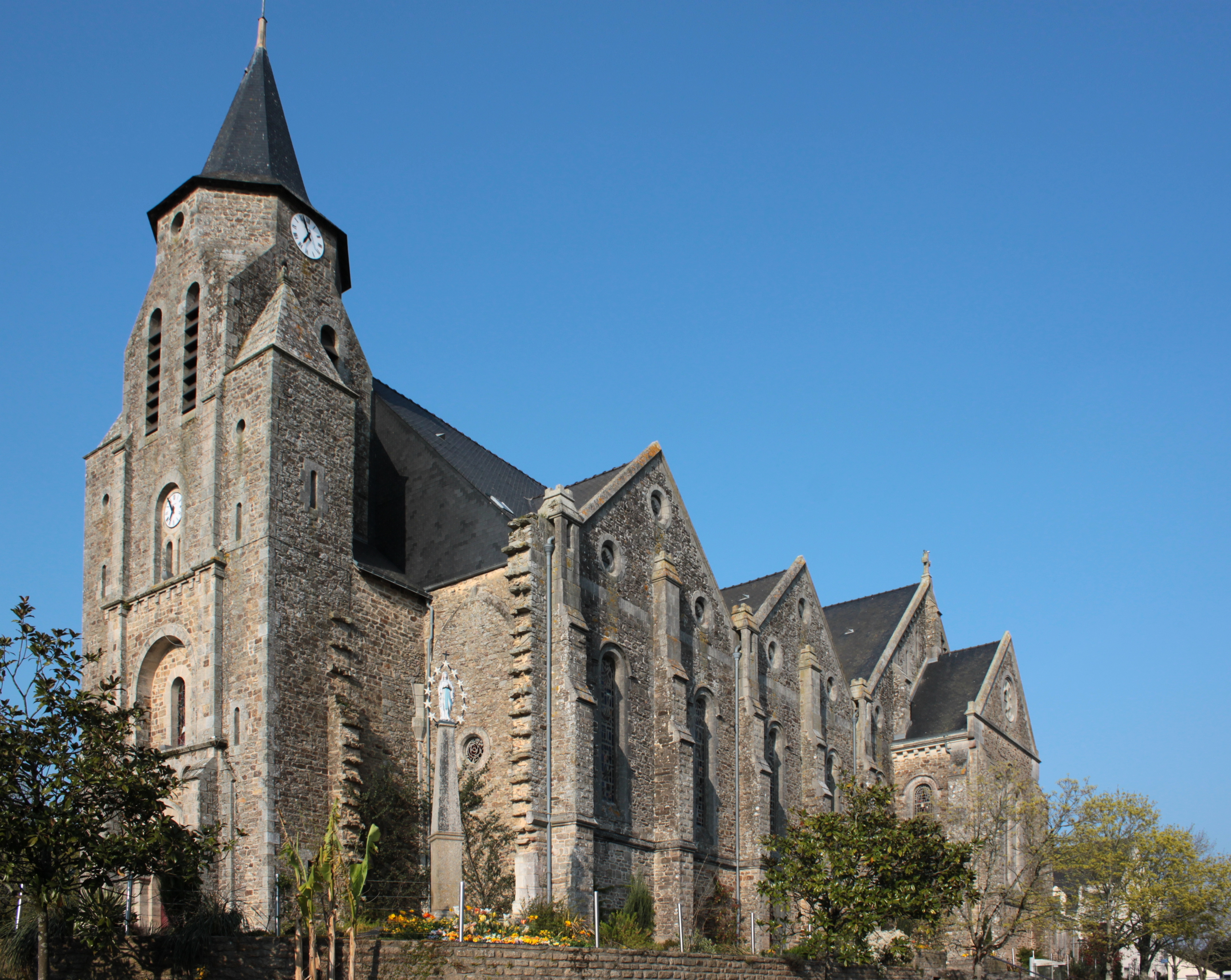
Kirche Saint-Pierre-et-Saint-Paul

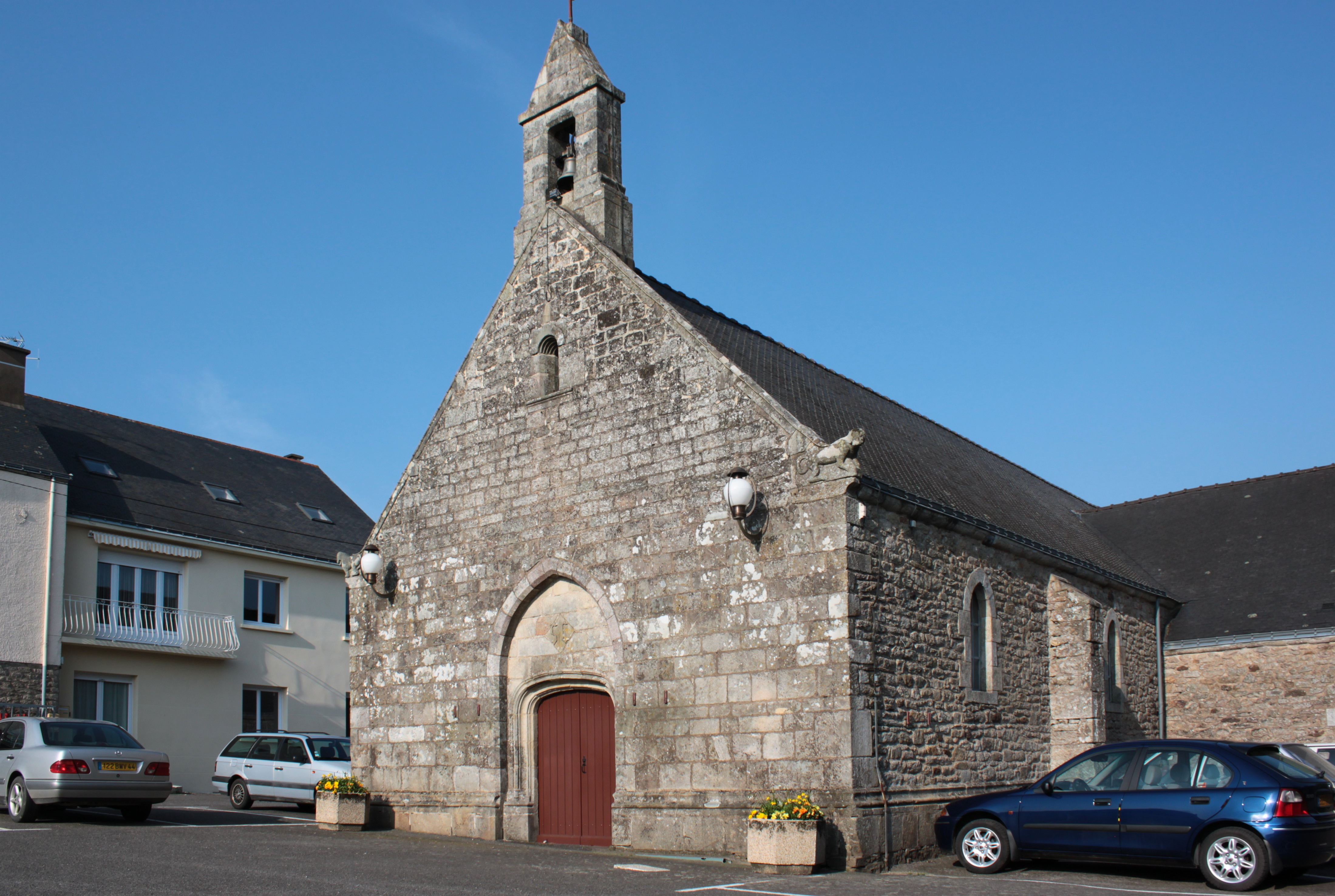
Kapelle Saint-Cry

- Dolmen Grab der Märtyrer, etwa 3,0 Kilometer nördlich von Nivillac